# Claude Autenheimer
Claude Autenheimer (Besançon, 26 september 1926 - Thorigny-sur-Oreuse, 27 februari 2013) was een Franse kunstschilder.
Autenheimer volgde haar opleiding aan de Académie Julian en aan de École des Beaux Arts in Parijs. Ze huwde met schilder Michel de Gallard (1921-2007) en nam vanaf 1948 regelmatig deel aan tentoonstellingen.